# آنتون جاندا
آنتون جاندا (انگلیسی: Anton Janda؛ ۱ مهٔ ۱۹۰۴ – ۱۹۸۶ (۸۱−۸۲ سال)) یک بازیکن فوتبال اهل اتریش بود.
وی همچنین در تیم ملی فوتبال اتریش بازی کرده است.